# テイキン・バック・マイ・ラヴ
「テイキン・バック・マイ・ラヴ」（Takin' Back My Love）は、スペインの歌手エンリケ・イグレシアスの楽曲。この楽曲は彼の英語作品のグレイテスト・ヒッツアルバム『グレイテスト・ヒッツ』からのセカンド・シングルにあたる。プロデュースをRedOneが、楽曲製作をイグレシアスとフランキー・ストームが行っている。
この楽曲のオリジナル・ヴァージョンには、客演にR&B/ポップ歌手のシアラを迎え、このヴァージョンは世界的に標準リリースされた。セカンド・ヴァージョンではシアラの代わりに客演にポップ歌手サラ・コナーを迎え、このヴァージョンはドイツ、オランダ、ロシア、オーストリア、ポーランド、チェコで使用された。フランスでは、客演にフランスのR&B歌手Tyssemを迎え、再録音の上、楽曲タイトルを「Tackin' Back My Love (Sans l'ombre d'un remord)」と改題した。

## 規格と収録曲
UK デジタル・シングル
1. テイキン・バック・マイ・ラヴ （feat. シアラ) (Radio Edit) – 3:51

UK デジタル・EP
1. テイキン・バック・マイ・ラヴ （feat. シアラ） (Radio Edit) - 3:51
2. テイキン・バック・マイ・ラヴ （feat. シアラ） (Moto Blanco Radio Mix) - 3:51
3. テイキン・バック・マイ・ラヴ （ビデオ） - 3:57